# 大田昌秀
大田昌秀（1925年6月12日—2017年6月12日）日本與沖繩的政治家、社會學者。他曾擔任沖繩返還之後第4任沖繩縣知事，後為特定非營利法人沖繩國際平和研究所理事長。
出生在沖繩縣島尻郡具志川村（今屬久米島町），後進入沖繩師範學校學習。1945年3月被日本軍動員去參加鐵血勤皇隊，在負責情報宣傳的「千早隊」服役。沖繩島戰役中經歷九死一生，學友多戰死。1946年，從沖繩文教學校畢業。1948年，自沖繩外國語學校本科畢業。1954年，從早稻田大學教育學部英文學科畢業。1956年，自美國雪城大學社會學專業畢業。1968年成為琉球大學法文學部教授，專攻媒體社會學，從事新聞研究與報導研究。他也積極研究沖繩島戰役。
1990年向琉球大學辭職，在沖繩縣知事選舉中擊敗西銘順治，當選沖繩縣知事，持反美軍、反戰、反美軍基地的立場。他主張將普天間飛行場轉移到沖繩之外。在1998年沖繩縣知事選舉中，被稻嶺惠一擊敗。2001至2007年，擔任日本參議院議員。
日本時間2017年6月12日上午11時50分，因呼吸衰竭及肺炎在那霸市的醫院去世。終年92歲。
| 官衔            | 官衔                                    | 官衔            |
| --------------- | --------------------------------------- | --------------- |
| 前任： 西銘順治 | 沖繩縣知事 1990年12月－1998年12月 第4代 | 繼任： 稻嶺惠一 |

1. ↑  .   [2017-06-16]. （原始内容存档于2017-06-12）.